# Часовитина, Дарья Николаевна
Дарья Николаевна Часовитина (1896—1966) — внебрачная дочь великого князя Николая Константиновича; антропософ; машинистка («ремингтонистка»).

## Биография
Д. Н. Часовитина родилась от внебрачной связи великого князя Николая Константиновича, отбывавшего ссылку в Ташкенте, с Дарьей Евсеевной Часовитиной (1880—1953, либо 1956), дочерью местного казака, и доводится, таким образом, единокровной сестрой Артемию и Александру Искандерам и тёткой Кириллу и Наталье Андросовым.
Несмотря на то, что связь вл. кн. Николая Константиновича с Дарьей Евсеевной узаконена так и не была (вдовой великого князя до конца своей жизни признавалась, в том числе, и советскими официальными инстанциями, Надежда Александровна Дрейер-Искандер), от данного союза появилось на свет трое детей: Дарья (старшая из детей от Дарьи Евсеевны), Святослав (?-1919), Николай (?-1922, либо 1923). Великий князь приобрёл для любовницы дом в Ташкенте, в Шелковичном переулке, где и воспитывались дети, которых отец также обеспечивает всем необходимым и узаконивает их. Судьба сыновей великого князя от Дарьи Евсеевны доподлинно не известна; существует документально не подтверждённая версия, что они были расстреляны в Гражданскую войну. По другим данным, Станислав действительно был расстрелян в Ташкенте во время «красного террора», Николай же поступил на службу в Красную армию, а погиб по трагической случайности в 1923 году. В любом случае, именно Дарья Николаевна (Даня) считалась любимым ребёнком великого князя, наиболее духовно близким ему из всех его детей. Николай Константинович старался обеспечить дочери хорошее воспитание и образование: до Октябрьской революции она на средства отца получала музыкальное образование в Норвегии и Санкт-Петербурге (была, в частности, ученицей известного скрипача и музыкального педагога Л. С. Ауэра). Несмотря на то, что Дарье прочили карьеру скрипачки-солистки, с началом революционных событий она вернулась к отцу, в Ташкент. В 1923 году Дарья переезжает в Москву. Дальнейшие этапы биографии Д. Н. Часовитиной известны пока лишь фрагментарно.
Так, отмечается её участие в антропософском движении. Она входила в Российское антропософское общество, а после того, как Общество было закрыто по распоряжению властей в 1922 году, продолжала участвовать в работе антропософских кружков, возникших вокруг Андрея Белого и К. Н. Бугаевой-Васильевой. Дарья Николаевна упоминается в числе 36 антропософов, гостивших на даче Белого в подмосковном Кучине (ныне территория города Железнодорожный, являющегося, в свою очередь, частью города Балашиха) в период с 1925 по 1931 годы. Описано и знакомство Часовитиной с Максимилианом Волошиным, также близким к антропософам: в частности, в 1924 году Дарья Николаевна гостила у него в Коктебеле, где её портрет написала художница А. П. Остроумова-Лебедева. Известна также акварель авторства самого Волошина с дарственной надписью Д. Н. Часовитиной, датируемая 26 января 1930 года.
Д. Н. Часовитина не пострадала во время репрессий, которым подверглись многие антропософы в начале 1930-х гг. По воспоминаниям знавших её людей, Часовитину «начали таскать в ГПУ, не посадили, а какой-то следователь даже посоветовал: сидите дома и никогда не поступайте на службу», после чего Дарья Николаевна приобрела пишущую машинку и в дальнейшем зарабатывала себе на жизнь этим трудом: во-первых, печатала она очень аккуратно, во-вторых, «многие писатели-патриархи советской литературы ценили её не столько за это — просто льстило, что им печатает не кто-нибудь, а дочь Великого князя». Однако другие авторы полагают, что «уважали дочь Николая Константиновича не за родство с Великим Князем или за мастерство машинистки-ремингтонистки, как это указывают современные историки, а за личные человеческие качества и бескорыстие».
В качестве машинистки Дарья Николаевна сотрудничала со многими известными литераторами своего времени: Софией Парнок, Мариэттой Шагинян (в отдельных источниках Часовитина называется литературным секретарём Шагинян), Андреем Платоновым и пр.
В РГАЛИ (ф. 1364 оп. 5 ед. хр. 188) хранится ходатайство ряда известных деятелей советской литературы (С. В. Шервинского, Л. П. Гроссмана, В. П. Катаева и др.) в Министерство социального обеспечения о назначении Д. Н. Часовитиной пенсии.
О семейном положении и потомстве Д. Н. Часовитиной никаких сведений не имеется.

## Архив Часовитиной
Дарья Николаевна оставила после себя значительный архив, содержащий, помимо прочего, уникальные документы и фотографии, касающиеся её отца — вел. кн. Николая Константиновича. По оценке узбекско-американского исследователя Айдына Наджафова, этот архив может претендовать на статус «единственно полного сборника частных документов» о великом князе и его семье. После смерти Часовитиной в 1966 году её архив перешёл в ведение её многолетней подруги и соратницы по антропософскому движению Галины Киреевской. Когда скончалась и Киреевская, архив перешёл в собрание учёного-нефтяника и коллекционера Людвига Новикова. Вдова Новикова в 2014 году передала его собрание (в состав которого входит и архив Часовитиной) в Отдел рукописей Института мировой литературы имени А. М. Горького РАН, где оно хранится и сейчас (фонд 637).